# Roci Schiemann
Pour les articles homonymes, voir Schiemann.
Roci Schiemann (né le 23 janvier 1965 à l'époque en Allemagne de l'Est et aujourd'hui en Allemagne) est un footballeur allemand (à l'époque est-allemand) qui évoluait au poste d'attaquant.

## Biographie
Roci Schiemann réalise l'intégralité de sa carrière avec le club de Bischofswerdaer.
Il joue 28 matchs en Oberliga, inscrivant huit buts.

## Palmarès
Bischofswerdaer
- Championnat de RDA D2 (2) :
  - Champion : 1985-86 et 1988-89.
  - Meilleur buteur : 1988-89 (20 buts).